# Instituto Pólis
O Pólis - Instituto de Estudos, Formação e Assessoria em Políticas Sociais  é uma organização da sociedade civil (OSC) de atuação nacional, constituída como associação civil sem fins lucrativos, apartidária e pluralista. Desde a sua fundação, em 1987 atua como um think tank dedicado a estudos e pesquisas sobre questões urbanas, assessoria a governos locais e  a organizações da sociedade civil. Atuando principalmente na área de políticas públicas, pautando-se pela defesa do Direito à cidade.
Os estudos e pesquisas do Pólis têm sido publicamente divulgados em livros e revistas. Sínteses dos estudos estão disponíveis no site do Instituto.

## História

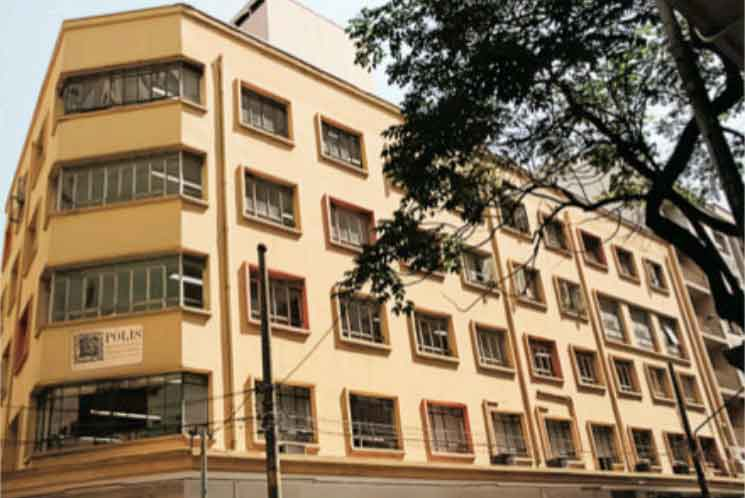
Sede do Instituto Pólis, em São Paulo, SP.

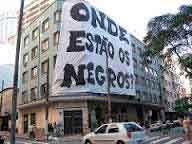
Ação Onde estão os negros?, na sede do Instituto.

O Instituto Pólis foi fundado em 1987, durante o processo de redemocratização do Brasil. No mesmo ano, ocorreu a instalação da Assembleia Nacional Constituinte, que reuniu pessoas que haviam vivido a luta contra a ditadura em diversas frentes e, na Constituinte, dedicaram-se à defesa dos direitos de cidadania e ao fortalecimento da sociedade civil, em direção ao aprofundamento da democracia.
Após a reforma partidária dos anos 1980, integrantes do movimento popular disputaram as eleições e conquistaram representação nos parlamentos – municipais, estaduais e federal – e em algumas prefeituras. Abriam-se, assim, novos espaços para a luta pelos direitos de cidadania e pela gestão democrática do poder público. Nesse contexto, a ideia do que viria a ser o Instituto Pólis começou a tomar corpo. A proposta era formar uma organização profissional autônoma, independente do Estado e dos partidos, capaz de sistematizar experiências bem-sucedidas da relação entre sociedade civil e governos locais e produzir conhecimentos que servissem de referência para os movimentos sociais e os governos locais. O Pólis também tinha como objetivo contribuir para a capacitação dos atores democráticos da sociedade, ampliar os espaços de participação política e promover a inclusão social por meio de políticas públicas voltadas às pessoas mais vulneráveis da sociedade. 
Promulgada a nova Constituição, a  reforma urbana, tema que mobilizara o país nos anos 1960, assumia novamente grande centralidade, mas era preciso renovar e atualizar seu conteúdo.  Nessa linha, o Pólis concentrou-se na abordagem de temas ligado ao urbano, às políticas públicas, às relações entre governos locais e movimentos sociais. As entidades da sociedade civil foram colocados no foco do trabalho do Instituto.
Nos anos 1990, o Instituto participou ativamente do Fórum Reforma Urbana e do Movimento Reforma Urbana, integrando-se à forte mobilização que resultou na aprovação do Estatuto da Cidade, em 10 de julho de 2001 (Lei nº 10.257/2001).
Em 1991, o Pólis introduziu a questão urbana na Rio 92, propondo a criação de uma conferência específica sobre as cidades. O documento  Por Cidades, Vilas e Povoados, Justos, Democráticos e Sustentáveis, elaborado na Conferência da Sociedade Civil sobre Meio Ambiente e Desenvolvimento, coordenada pelo Instituto, durante a Conferência das Nações Unidas sobre o Meio Ambiente e o Desenvolvimento (ECO-92), no Rio de Janeiro,  tornou-se referência mundial na discussão sobre a  sustentabilidade das cidades. 
O Instituto Pólis é também responsável pela edição brasileira do jornal Le Monde diplomatique, desde 2007.